# Лазаревац
Лазаревац (серб. Лазаревац) — город в Сербии в общине Лазаревац, Округ Белград. Согласно переписи 2011 года, население составляло 26 006 человек.
Город расположен в 55 километрах к югу от Белграда. Также в городе протекает река Лукавица.